# Resolutie 884 Veiligheidsraad Verenigde Naties
Resolutie 884 van de Veiligheidsraad van de Verenigde Naties werd unaniem goedgekeurd op 12 november 1993.

## Achtergrond
Het gebied Nagorno-Karabach is een de jure deel van Azerbeidzjan dat door Armeniërs werd bevolkt en gedurende de Sovjet-periode autonomie genoot als Nagorno-Karabachse Autonome Oblast. Oplopende etnische spanningen eind jaren 1980 tussen Armeniërs en Azerbeidzjanen leidden tot een oorlog en het uitroepen van de onafhankelijkheid van de Republiek Nagorno-Karabach.
In mei 1994 zou het tot een wapenstilstand komen. Sindsdien was Nagorno-Karabach met steun van Armenië decennialang de facto onafhankelijk, totdat Azerbeidzjan uiteindelijk in september 2023 het territoriale gezag over het gebied zou herstellen.

## Inhoud

### Waarnemingen
De Veiligheidsraad bleef het vredesproces onder de OVSE
steunen. Een voortzetting van het conflict zou de vrede en veiligheid in de regio bedreigen. De Veiligheidsraad was ook bezorgd over de escalatie van het geweld ten gevolge van schendingen van het wapenstilstand en de gewelddadige antwoorden daarop, alsook de inname van het district Zangelan en de stad Goradiz in Azerbeidzjan en de vele ontheemden en de humanitaire noodsituatie in die plaatsen.

### Handelingen
De Veiligheidsraad veroordeelde de schendingen van het staakt-het-vuren, wat leidde tot een hervatting van het
geweld, de inname van Zangalan en Goradiz, aanvallen op burgers en bombardementen in Azerbeidzjan. Armenië
werd opgeroepen de naleving van de resoluties af te dwingen in de oorlog in Nagorno-Karabach en te zorgen dat de militaire campagne niet kon worden voortgezet. De voorstellen voor een eenzijdig staakt-het-vuren via de Minsk-groep werden verwelkomt. De Veiligheidsraad eiste dat de partijen onmiddellijk de vijandelijkheden beëindigden en zich terugtrokken uit de bezette gebieden. Ze moesten ook meteen het staakt-het-vuren opnieuw in acht nemen en de onderhandelingen voort zetten. Bij alle landen in de regio werd erop aangedrongen zich buiten het conflict te houden.
Aan secretaris-generaal Boutros Boutros-Ghali en internationale agentschappen werd gevraagd dringende humanitaire hulp te bieden en vluchtelingen en ontheemden te helpen terugkeren naar hun huizen. Aan de secretaris-generaal, de voorzitter van de OVSE en de voorzitter van de Minsk-Conferentie werd gevraagd te blijven rapporteren over de vooruitgang van het vredesproces en de samenwerking tussen de OVSE en
de Verenigde Naties.

## Verwante resoluties
- Resolutie 853 Veiligheidsraad Verenigde Naties
- Resolutie 874 Veiligheidsraad Verenigde Naties

Lijst ·  800 ·  801 ·  802 ·  803 ·  804 ·  805 ·  806 ·  807 ·  808 ·  809 ·  810 ·  811 ·  812 ·  813 ·  814 ·  815 ·  816 ·  817 ·  818 ·  819 ·  820 ·  821 ·  822 ·  823 ·  824 ·  825 ·  826 ·  827 ·  828 ·  829 ·  830 ·  831 ·  832 ·  833 ·  834 ·  835 ·  836 ·  837 ·  838 ·  839 ·  840 ·  841 ·  842 ·  843 ·  844 ·  845 ·  846 ·  847 ·  848 ·  849 ·  850 ·  851 ·  852 ·  853 ·  854 ·  855 ·  856 ·  857 ·  858 ·  859 ·  860 ·  861 ·  862 ·  863 ·  864 ·  865 ·  866 ·  867 ·  868 ·  869 ·  870 ·  871 ·  872 ·  873 ·  874 ·  875 ·  876 ·  877 ·  878 ·  879 ·  880 ·  881 ·  882 ·  883 ·  884 ·  885 ·  886 ·  887 ·  888 ·  889 ·  890 ·  891 ·  892